# Éric Gauthier
Pour les articles homonymes, voir Éric Gauthier (homonymie) et Gauthier.
Éric Gauthier, né en 1975 à Rouyn-Noranda, dans la région de l'Abitibi au Québec, est un conteur et un auteur québécois.

## Biographie
Après une enfance en Abitibi et des études en informatique à Ottawa, Éric Gauthier s'est établi à Montréal avant de déménager récemment à Sherbrooke.  Même s'il eut la piqûre de la scène lors d'une première expérience pendant une soirée de lecture en Abitibi, il fait véritablement ses premiers pas dans l'art du conte aux Dimanches du Conte du bar "Le Sergent Recruteur" à Montréal.  Il a eu l'occasion de se produire dans plusieurs spectacles de conte pour adultes et adolescents, en solo ou en compagnie de ses collègues de Production Cormoran, au Québec, ailleurs au Canada comme au Yukon ainsi qu'en France. Il raconte surtout des histoires qu'il écrit lui-même, modernes et le plus souvent fantastiques, dans lesquelles il visite plusieurs parties du monde et cultures, se distinguant en cela de plusieurs autres conteurs québécois qui préfèrent un répertoire plutôt traditionnel.
Éric Gauthier est également un auteur de nouvelles, se spécialisant en science-fiction, en fantastique et en fantasy.  Il a remporté certains prix littéraires récompensant la science-fiction québécoise dont le Grand Prix de la science-fiction et du fantastique québécois en 2003 pour son premier recueil contenant les versions racontées (sur CD) et littéraires d'histoires de son crû, Terre des pigeons.  Il fut à ce moment le plus jeune récipiendaire de ce prix.  Son jury a d'ailleurs décrit l'œuvre d'Éric Gauthier, par analogie avec la musique, comme une « interprétation de la littérature du monde ».
Il a offert plusieurs ateliers d'écriture de contes pour le Regroupement du conte au Québec ainsi que pour le Conseil de la culture d'Abitibi-Témiscamingue en plus de donner des ateliers de contes et de nouvelles dans les écoles secondaires dans le cadre du programme La culture à l'école. 

## Œuvres

### Livres
- Terre des pigeons, Montréal, Planète rebelle, 2002, 63 p. (ISBN 2922528308)
- Une fêlure au flanc du monde, Québec, Alire, 2008, 525 p.  (ISBN 2896150307)
- Feu blanc. Contes de la Lune, Montréal, Planète rebelle, 2009, 95 p.  (ISBN 2922528995)
- Montréel, Québec, Alire, 2011, 608 p.  (ISBN 2896150730)

### Nouvelles et contes
- La maison de l'anxitecte (Solaris 130, 1999)
- Souvenirs du Saudade Express (Solaris 131, 2000)
  - Reparution dans Terre des pigeons (Planète rebelle, 2002)
- Tout le monde meurt et ça va très mal (Ailleurs 2, 2000)
- Bientôt sur votre écran (Solaris 139, 2001)
- Feu sacré (Solaris 142, 2002)
- Un visage à la fenêtre (Ailleurs 4, 2002)
- Comment Ganesh s'est retrouvé pogné avec une tête d'éléphant (in Terre des pigeons, Planète rebelle, 2002)
- La tribu du douzième (in Terre des pigeons, Planète rebelle, 2002)
  - Reparution dans Les dimanches du conte. Déjà 5 ans! (Planète rebelle, 2005)
- Le Poids de la marmite (in Terre des pigeons, Planète rebelle, 2002)
- Les Pigeons (in Terre des pigeons, Planète rebelle, 2002)
- Métro (in Terre des pigeons, Planète rebelle, 2002)
- Ceci, aussi, reviendra, Solaris 147, 2003)
- Smogdi (XYZ 76, 2003)
- Rapport préliminaire de l'agent #019274 (Brins d'éternité 3, 2004)
- Une introduction à la chasse au furbe (XYZ 81, 2005)
- Au jardin comme à la guerre, (Solaris 155, 2005)

## Spectacles de contes
- 1999 : 
  - Fréquentes collaborations aux Dimanches du Conte à partir de 1999[4].
- 2000 : 
  - La Légende de la farine orpheline, spectacle multidisciplinaire en plein-air à Montréal
  - Spectacle de contes aux détenus lors de l'événement de Noël au Centre de détention de Rivière-des-Prairies
- 2001 : 
  - Participation à trois festivals : Le Rendez-vous des grandes gueules de Trois-Pistoles, Les jours sont contés de l'Estrie et le Festival interculturel du conte de Montréal
  - Spectacle solo Le Monde à votre porte
  - 10 jours de spectacles à la Maison du Québec à Saint-Malo (France)
- 2002 : 
  - Participation au premier Festival Voix d'Amérique, au Yukon International Storytelling festival (en anglais et français), au festival Les jours sont contés en Estrie et au Festival des Haut-Parleurs de Québec.
- 2003 : 
  - Participation à la première édition du festival De bouche à oreille de Montréal et à la Nuit internationale du conte en Acadie (en anglais et français)
  - Spectacles au Centre national des arts (Ottawa) et à la Place des Arts Montréal.
- 2004 : 
  - Organisation et participation à des événements de conte (Montréal), cofondation des Productions Cormoran.
  - Participation au festival De bouche à oreille, au cabaret littéraire Planète rebelle et en anglais au Ottawa Storytelling Festival.
  - Nouveau spectacle solo : Le petit théâtre des temps modernes
- 2005 :
  - Tournée de spectacles avec les Pelleteux d'légendes en Bretagne (France)

## Prix et honneurs
- 1999 : prix Solaris (pour La Maison de l'anxitecte)[5]
- 2000 : prix Boréal (prix de la meilleure nouvelle pour Souvenir du Saudade Express)[6]
- 2000 : prix Aurora (prix de la meilleure nouvelle en français pour Souvenir du Saudade Express)[7]
- 2002 : prix Solaris (pour Feu sacré)[5]
- 2003 : Grand Prix de la science-fiction et du fantastique québécois (pour le recueil Terre des pigeons, les nouvelles Feu sacré et Un visage à la fenêtre)[3]
- 2006 : prix Boréal (prix de la meilleure nouvelle pour Au jardin comme à la guerre)[6]
- 2009 : prix Boréal (prix du meilleur roman pour Une Fêlure au flanc du monde)[6]